# Joseph Wright of Derby

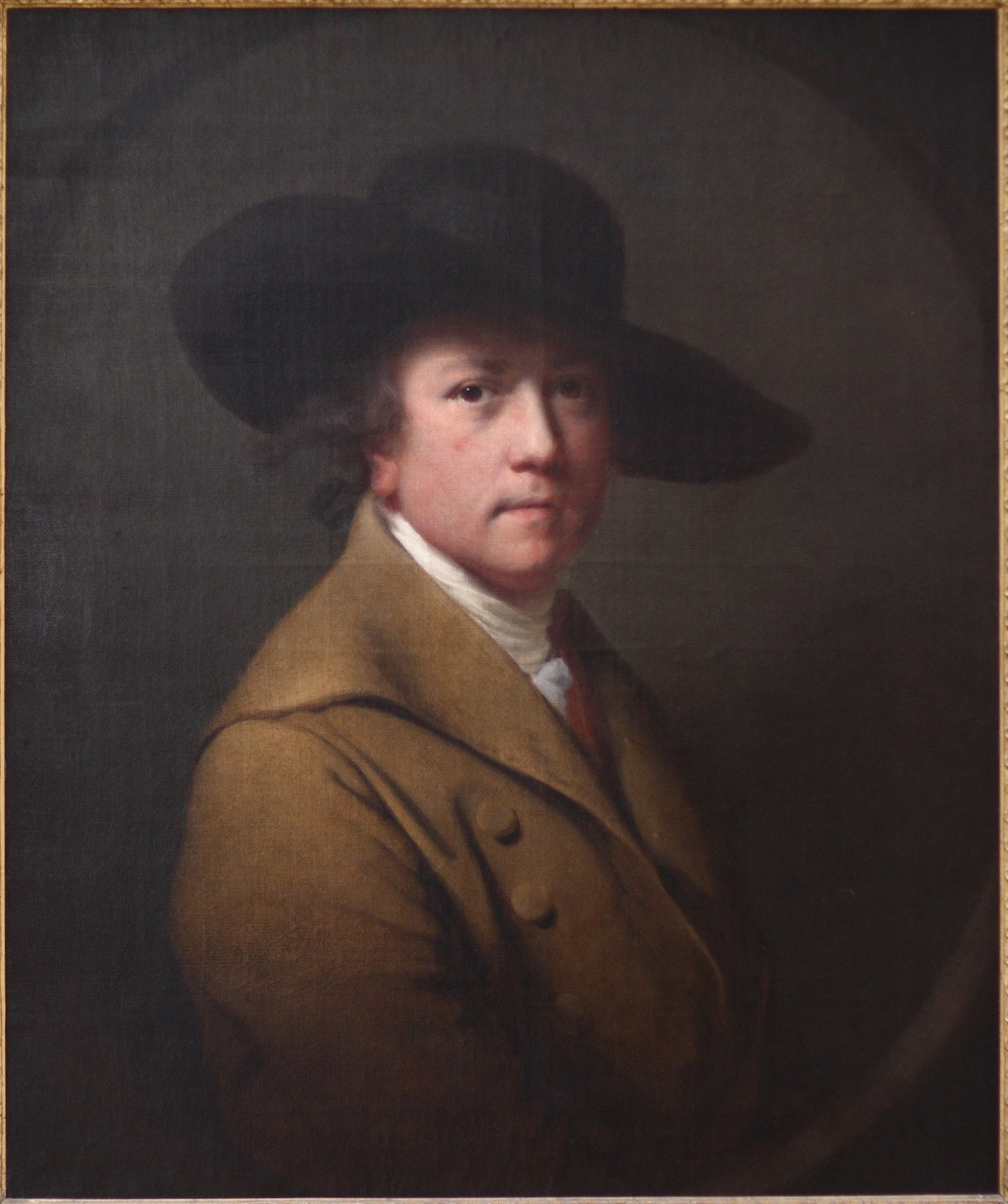
Zelfportret, ca. 1780, Yale Center of British Art

Joseph Wright of Derby (Derby, 3 september 1734 – aldaar, 29 augustus 1797) was een Britse kunstschilder die vooral bekend werd door zijn weergave van de wetenschappelijke revolutie.

## Levensloop
Wright was een zoon van een advocaat. Op zijn zestiende besloot hij naar Londen te trekken om schilder te worden, waar Thomas Hudson twee jaar zijn leermeester was. Terug in Derby ontwikkelde hij zich aanvankelijk tot schilder van portretten met clair-obscur en landschappen maar door zijn interesse in de natuurwetenschappen maakte hij uiteindelijk naam als vastlegger van de vorsende mens. Hij trouwde in 1773 Hannah Swift; drie van hun zes kinderen zouden op jonge leeftijd sterven. Met Hannah woonde hij twee jaar in Italië, waar hij getuige was van een oprisping van de Vesuvius, een ervaring die hij verwerkte in een aantal schilderijen. Nadat hij terug uit Italië kwam vestigde hij zich een tijdje in Bath als portretschilder om vervolgens definitief in Derby neer te strijken. Op 29 augustus 1797 overleed de bijna zestigjarige astmatische Joseph Wright. Veel van zijn werk is in het bezit van het Derby Museum and Art Gallery.

## De Orrery ca. 1766
Een filosoof geeft een lezing over het “orrery” planetarium waarbij de zon is vervangen door een lamp of simpelweg de orrery, ca. 1766. Een “orrery” is een mechanisch heliocentrisch model van het zonnestelsel aangedreven door een soort uurwerk. Rond 1704 werd de eerste orrery gebouwd door George Graham en hij gaf het ontwerp of mechaniek aan de instrumentmaker John Rowley uit Londen. Rowley vervaardigde een aantal van deze planetaria die werden genoemd naar zijn beschermheer Charles Boyle 4e graaf van Orrery. Het afgebeelde exemplaar lijkt op een armillarium waarbij metalen ringen de cirkelende planeten voorstellen.  De enige lichtbron op het schilderij is, heel toepasselijk, slechts de lamp in het centrum van het apparaat en overeenkomstig het thema kunnen de verlichte gezichten van de omstanders worden gezien als maanfasen: van volle maan (de gezichten van de kinderen) tot nieuwe maan (de met zijn rug naar ons gekeerde man). Dit schilderij is te zien in het Derby Museum and Art Gallery.

## Experiment met een vogel in vacuümpomp 1768

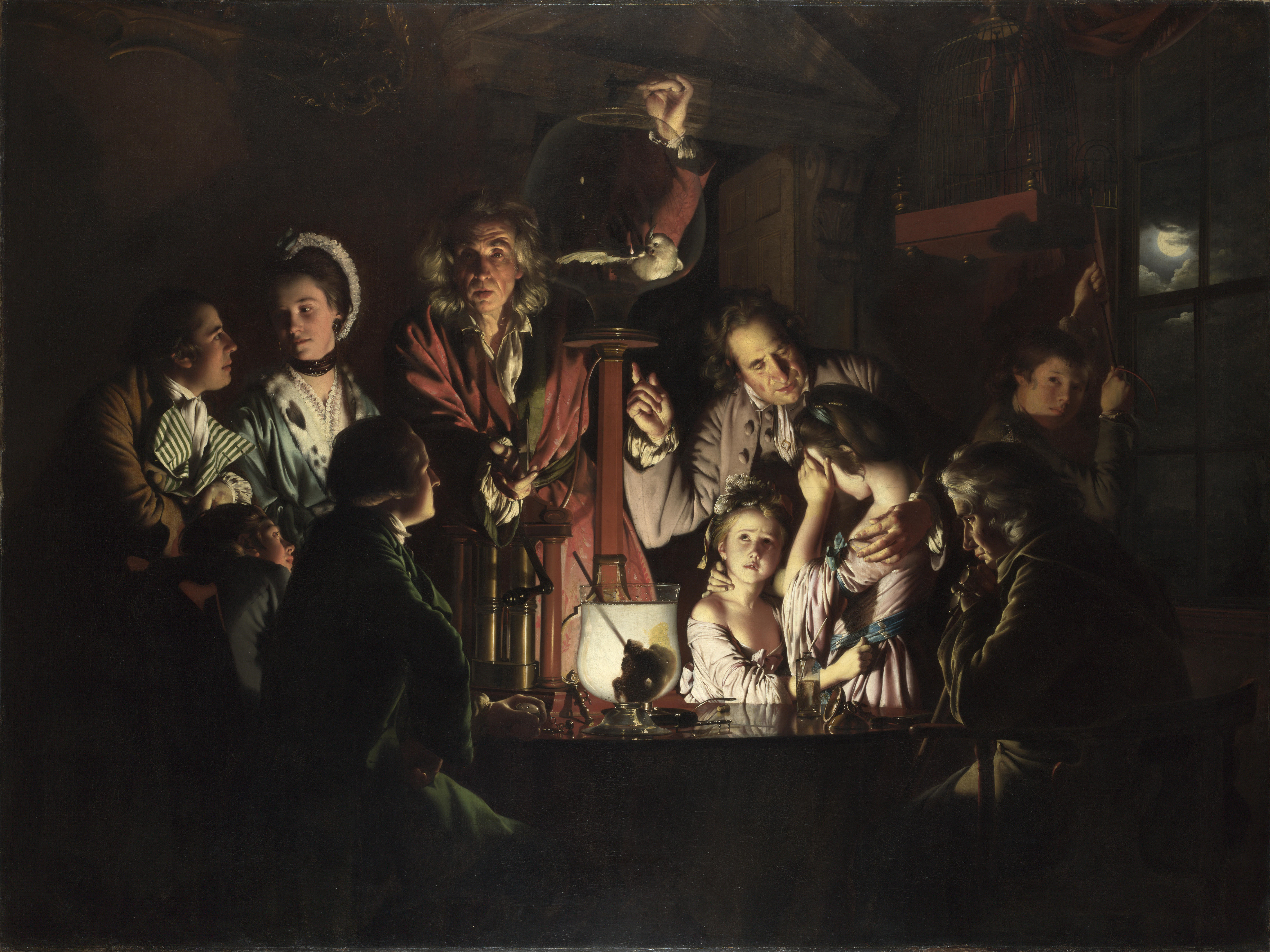
Een experiment met een vogel in een vacuümpomp, 1768

Langzaam trekt de pomp de lucht uit de glazen bol en het schilderij toont ons een scala aan reacties op een naar lucht happend vogeltje. Eén meisje wendt haar blik af in afschuw en zij wordt bemoedigend omarmd door haar vader, het andere meisje kijkt bezorgd en betrokken naar het beestje. Rechts vooraan een in gedachten verzonken man en de wetenschapper kijkt alsof hij twijfelt over de voortzetting van het experiment. De meesten tonen echter weinig empathie en zijn eerder geïnteresseerd in de afloop van de proef dan in het lot van de kaketoe. Om het dramatisch effect te verhogen is het onduidelijk of de jongen rechtsachter het kooitje verder zinloos acht en het aan het opbergen is of dat hij het juist weer tevoorschijn haalt voor de terugkeer van de bewoner. Kaketoes waren in het 18e-eeuwse Engeland zeldzaam en dit vergrootte natuurlijk de levenskansen van het diertje. Op tafel liggen verder nog wat andere wetenschappelijke werktuigen zoals een thermometer en een maagdenburger bol. Dit schilderij hangt in de National Gallery (Londen).

## De alchemist op zoek naar de steen der wijzen 1771

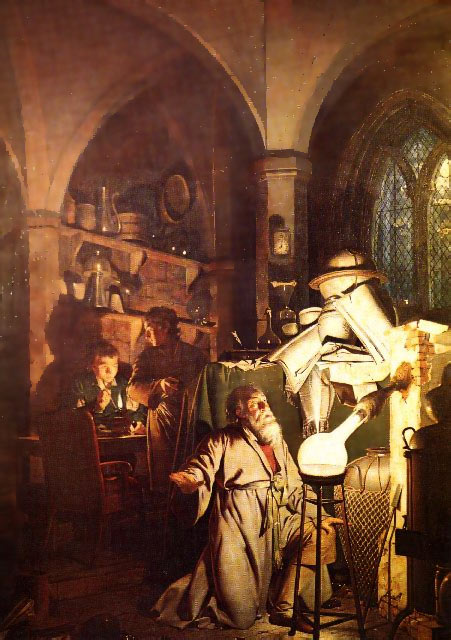
De alchemist op zoek naar de steen der wijzen 1771

Dit is een afbeelding van een fosforontdekkende Hennig Brand als zijn ingekookte urine-residu in vlammen ontsteekt. Brand noemde het witte materiaal fosfor naar het Griekse woord phosphoros (lichtdrager) omdat het lichtgevend en zeer brandbaar was.  De schildering kan ook worden gezien als een metafoor voor de gecompliceerde overgang van geloof naar wetenschap waarbij het felle oxiderende fosfor de biddende sterveling verlicht. Dit schilderij is te zien in het Derby Museum and Art Gallery.